# Timebreakers – Auf der Suche nach dem geheimnisvollen Heidekristall
Timebreakers – Auf der Suche nach dem geheimnisvollen Heidekristall ist ein in der Lüneburger Heide mit vorwiegend Laiendarstellern, jedoch auch ein paar  Schauspielern, welche auf ihr Honorar verzichtet haben,  gedrehter Kinder-Abenteuerfilm von Niels Marquardt. Der Kinostart erfolgte am 1. September 2016, auf DVD wurde der Film im April 2017 veröffentlicht.

## Handlung
Die naturverbundene neunjährige Larissa lebt in der Lüneburger Heide auf dem Schnuckenhof ihrer Eltern. Ihre Clique, die „Timies“, besteht aus dem unerschrockenen Charly, dem schlauen Enzo, dem Computerfreak Lilli und der kleinen frechen Leni. In diesen Sommerferien kommen erstmals Larissas Cousinen aus Berlin in die Lüneburger Heide und sollen dort einen Teil ihrer Ferien verbringen. Larissa liebt Emma (12) und Mathilda (9) abgöttisch, Emma hingegen nervt es tierisch, dass sie nicht mit ihren Eltern an die Ostsee fahren durfte.
Alles ändert sich schlagartig bereits am ersten Tag. Die beiden Mädchen sollen noch drei Tage mit Larissa zur Schule gehen, bevor die Ferien anfangen. Emma und Mathilda haben feuerrote Haare und werden bereits bei der Vorstellung der Lehrerin gemobbt. Als sich das ganze in der Pause fortsetzt und die Jungs auch die kleine Leni angreifen, greift die sportliche Emma zum einzigen Ausweg, den sie sieht: sie klettert auf den hohen Schornstein der Schule, sozusagen als Mutprobe, damit die Jungs Ruhe geben. Oben angekommen, sieht sie einen seltsamen Backstein mit komisch eingeritzten Zeichen, berührt ihn und wird ohnmächtig. Erst die Feuerwehr kann sie aus ihrer misslichen Lage befreien.
Fortan bemerkt Emma immer mehr, dass sie seit ihrem 12. Geburtstag eine besondere Gabe besitzt: durch Berühren von alten Gegenständen kann sie manchmal in deren Vergangenheit blicken. Sofort werden die beiden natürlich bei den Timies aufgenommen, denn diese interessieren sich alle für das Fach Geschichte und die vielen unentdeckten alten Rätsel in der Lüneburger Heide. Gemeinsam mit den Kräften von Emma und Mathilda, die auch irgendeine besondere Gabe zu besitzen scheint, machen sich die Kinder auf, um den Klosterschatz zu finden, doch sie sind dabei nicht allein und werden schon lange beobachtet. Werden sie es schaffen, den Klosterschatz zu finden und damit ihre finanziell schwer angeschlagene Privatschule zu retten? Und außerdem, was hat eigentlich dieser komisch leuchtende Kristall, der immer wieder in Emmas Visionen auftaucht, mit der ganzen Sache zu tun?

## Produktion
Die No-Budget-Produktion wurde ausschließlich durch die beteiligten Eltern, die Schauspieler, Niels Marquardt selbst und ein paar kleinere Sponsoren finanziert. Gedreht wurde vom 21. August 2015 bis 6. September 2015 im Heidekreis, in den Wäldern der Eibia bei Walsrode mit ihren echten Ruinen aus dem Zweiten Weltkrieg sowie an verschiedenen anderen Drehorten.

## Rezeption
Der Filmdienst bewertet den Film als „No-Budget-Fantasy-Abenteuer, das zwar mit den Einschränkungen einer Amateurproduktion zu kämpfen hat, aber geschickt auf Lokalkolorit, sympathische Figuren und eine Geschichte setzt, die jungen Zuschauern unterhaltsam und hintersinnig Lust auf Geschichte macht“. Eine andere Kritik bewertet den Film mit vier von fünf möglichen Sternen: „Die Idee der Timebreakers sowie der komplette Plot an sich, mit seiner Verbindung aus Abenteuer-, Historienfilm- aber auch Coming-of-Age-Elementen, zeugen von Einfallsreichtum und Kreativität.“